# 埃居朗德和加尔德德伊
埃居朗德和加尔德德伊（法語：Eygurande-et-Gardedeuil，法語發音：[ɛɡyʁɑ̃d e ɡaʁdədœj]）是法国多尔多涅省的一个市镇，位于该省西部，属于佩里格区。

## 地理
埃居朗德和加尔德德伊（45°4'1"N, 0°7'17"E）面积35.62 平方千米，位于法国新阿基坦大区多爾多涅省，该省份为法国西南部内陆省份，是法國本土面积第三大的省，大致对应佩里戈尔地区，北起顺时针与夏朗德省、上维埃纳省、科雷兹省、洛特省、洛特-加龙省、吉倫特省和滨海夏朗德省接壤。
与埃居朗德和加尔德德伊接壤的市镇（或旧市镇、城区）包括：塞尔旺什、勒皮祖、蒙蓬-梅内斯泰罗勒、伊勒河畔圣安托万、圣巴泰勒米-德贝勒加德、拉罗什沙莱。

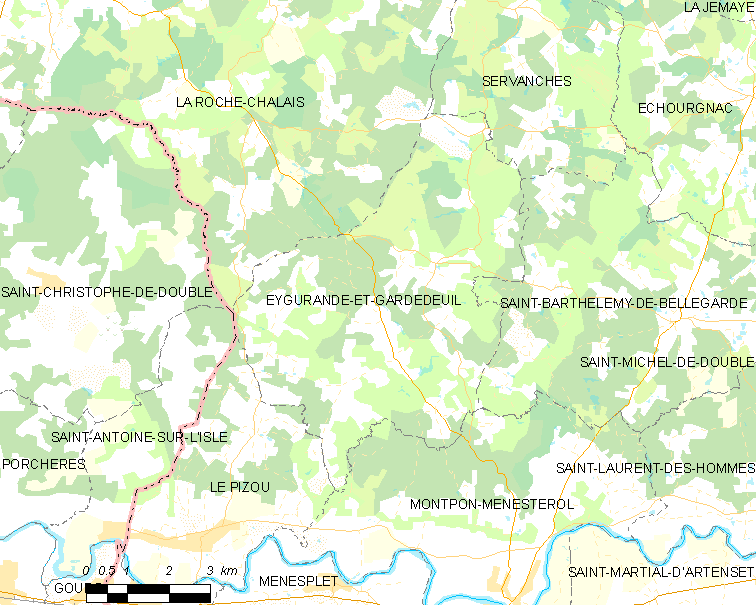
埃居朗德和加尔德德伊的OSM定位图

埃居朗德和加尔德德伊的时区为UTC+01:00、UTC+02:00（夏令时）。

## 行政
埃居朗德和加尔德德伊的邮政编码为24700，INSEE市镇编码为24165。

## 政治
埃居朗德和加尔德德伊所属的省级选区为蒙蓬-梅内斯泰罗勒县。

## 人口

1962-2008年间埃居朗德和加尔德德伊人口变化图示

埃居朗德和加尔德德伊于2022年1月1日时的人口数量为407人。